# Школьный призрак
«Школьный призрак» (нем. Das Schulgespenst) — детский фильм 1987 года производства ГДР, снятый режиссёром Рольф Лозански, основанный на одноимённой детской книге Петера Абрахама.

## Сюжет
Ученица четвёртого класса — Карола Хуфлаттих была непослушной и неопрятной девочкой, что разочаровывала её родителей и классного педагога. Даже её лучший друг Вилли был не в восторге от поведения и выходок девочки. К тому же положение Каролы усугублялось ещё тем, что у неё была плохая успеваемость в школе. Однажды во время урока Карола, раскачиваясь на стуле, падает на пол, ломая стул. Учительница отправляет её в подвал за новым стулом. Набедокурив в подвале, Карола привлекла внимание учителей, которые незамедлительно поспешили к месту происшествия. Карола, долгое время пытавшаяся увидеть призрака, 
вообразила, что он у неё в руке, а после она засунула его себе в карман. Вернувшись в класс, Карола слышит голос призрака из кармана и запоминает
этот день как поворотный в своей жизни.
В наказание за все проделки Каролу после занятий оставляют убирать класс. Она рисует мелом на классной доске образ призрака, дав
новому другу видимую оболочку. Каролина и призрак договариваются поменяться телами. С помощью волшебного заклинания Карола, смотрясь в карманное зеркальце,
которое учительница Прохаска перед своим уходом забыла на столе, принимает образ призрака. А призрак, мечтавший иметь красивую внешность — образ Каролы. 
По началу Каролу начинает забавлять жизнь в образе призрака. Она летает повсюду, наводя ужас на школу, разыгрывает учителей и даже своего отца, который
ремонтировал кровлю на крыше дома вместе с другими рабочими. Но потом она видит, что делает призрак в её образе. Изменившуюся Каролу перестают узнавать
родители, учителя и одноклассники. Девочка становится милой и прилежной и начинает добиваться успехов в учёбе. Карола начинает капризничать, ябедничать 
и не по-товарищески относиться к одноклассникам. Лучший друг Каролы Вилли замечает странности в поведении девочки и перестаёт её понимать. Карола решает
исправить ситуацию и вернуть обратно свой облик. Но призраку так понравилось быть Каролой, что он и не думает возвращаться в своё настоящее обличье. Вилли 
узнаёт о том, что случилось, и обещает помочь своей подруге. Для того чтобы помешать Короле вернуть свой образ, призрак, обличённый в Королу, отдаёт забытое
ручное зеркальце учительнице Прохаске.
Тем временем школьный класс, в котором учились Карола и Вилли, отправляется в запланированную экскурсионную поездку на развлекательные аттракционы. 
Во время экскурсии Кароле и Вилли совместными усилиями удаётся перехитрить призрака и заполучить зеркальце. После того как Карола приняла свой прежний облик,
она уничтожает зеркало. В обмен на неоценимую услугу Карола и Вилли пообещали навещать призрака в подвале замка и приносить ему задачи по математике. А также Карола пообещала приносить ему свои лучшие наряды и платья.

## В ролях
- Николь Лихтенхельдт — Карола Хуфлаттих
- Рикардо Рот — Вилли Нойенхаген
- Карин Дювель — учительница Прохаска
- Барбара Диттус — мать Хуфлаттих
- Дитмар Рихтер-Райник — отец Хуфлатиих
- Рольф Людвиг — завхоз Пауль Поттер
- Вальфриде Шмитт — директор школы
- Гюнтер Шуберт — учитель физкультуры
- Рут Коммерелль — соседка
- Йорг Панкнин — Антон
- Евамария Бат — госпожа Миллер
- Карл Хайнц Хойнски — Густав Миллер
- Эльвира Шустер — госпожа Нойенхаген
- Гертруд Крейсиг — госпожа Поттер
- Мартина Айтнер-Ачеампонг — Мартина
- Андреа Хельд — Андреа
- Аксель Вандтке — Макс Хуфлаттих
- Александр Прайссель — Штефан
- Яна Рибезель — Даниэла

## Производство
Фильм был снят творческой группой «Roter Kreis» в формате ORWO и впервые показан 7 февраля 1987 года во дворце-театре в Гере. По телевидению фильм впервые транслировался 2 сентября 1989 года по первой программе телевидения ГДР. В ФРГ  фильм впервые был показан 3 марта 1988 года.

## Критика
«Die Weltbühne» пишет:

…полный творчества и юмора; обыденная реальность детства мастерски разрушается с помощью фантазии, предавая комические и ироничные оттенки. Многие сцены построены на кульминациях; фильм очень динамичный.— критик Ральф Шенк
«Berliner Zeitung» пишет:

Этот фильм полон сюрпризов, в нём есть и забавные, и серьёзные повороты, приятные кинематографические находки, фантазия и лёгкость. Его суть: самое важное — оставаться неповторимым.— критик Эрентрауд Новотны
«Hamburger Abendblatt» пишет:

…приятный фильм с изыщными кадрами. В нем есть юмор, напряжение, и он передает творчество детской книги. Привидение — не монстр, вылезающий из НЛО, а выглядит так, будто сошло с мультипликационного экрана, нарисованное простым пером.— критик Беттина Набер

## Награды
- 1987: Кинофестиваль «Золотой воробей[нем.]» 1987[нем.] в Гере: Почетная премия детского жюри.

- 1987: Фестиваль детских фильмов в Эссене: «Голубой слон» детского жюри.